# Јари
Јари је јапанско копље са три оштрице. Дужина јарија варира од једног па до чак шест метара, дуже јарије су носили пешадинци, док су краће углавном носили самураји. Јари се одликовао по правој оштрици која је могла бити дугчка од свега неколико сентиметара па све до једног метра. Оштрица је прављена од висококвалитетног челика, од истог оног од кога су се правили надалеко чувени јапански мачеви, што је јаријеве оштрице чинило јако издржљивим.
Кроз историју произведено је доста врста овог оружја, обично је централна оштрица била доста дужа у односу на бочне. Јари је проистекао од кинеског копља и у Јапану је ушао у употребу у 13. веку. Инвазија Монгола на Јапан 1274. и 1281. променила је јапански начин ратовања као и јапанско наоружање, Монголи су користили Кинезе и Корејанце наоружане дугим копљима у великим и равним формацијама они су били смрт за тадашњу јапанску коњицу.